# Saint-Loup-Lamairé
Saint-Loup-Lamairé là một xã thuộc tỉnh Deux-Sèvres trong vùng Nouvelle-Aquitaine phía tây nước Pháp. Xã này nằm ở khu vực có độ cao trung bình 130 mét trên mực nước biển.
Thị trấn được lập năm 1974 thông qua việc hợp nhất hai xã Saint-Loup-sur-Thouet và Lamairé.
Thị trấn Saint-Loup-sur-Thouet nằm bên sông Thouet. Tuyến đường GR 36 chạy từ Ouistreham, bên bờ biển eo biển Anh đến Bourg-Madame, tại biên giới với Tây Ban Nha.